# Črešnova
Črešnova je naselje u slovenskoj Općini Zreču. Črešnova se nalazi u pokrajini Štajerskoj i statističkoj regiji Savinjskoj. 

## Stanovništvo
Prema popisu stanovništva iz 2002. godine naselje je imalo 97 stanovnika.